# Elezioni comunali in Umbria del 1997
Le elezioni comunali in Umbria del 1997 si tennero il 27 aprile (con ballottaggio l'11 maggio) e il 16 novembre (con ballottaggio il 30 novembre).

## Elezioni dell'aprile 1997

### Perugia

#### Assisi
| Candidati                     | Candidati                    | II turno             | II turno            | I turno | I turno | Liste                                    | Voti   | %     | Seggi |
| Candidati                     | Candidati                    | Voti                 | %                   | Voti    | %       | Liste                                    | Voti   | %     | Seggi |
| ----------------------------- | ---------------------------- | -------------------- | ------------------- | ------- | ------- | ---------------------------------------- | ------ | ----- | ----- |
|                               | Giorgio Bartolini ✔️ Sindaco | 9 374                | 56,54               | 5 969   | 35,39   | Alleanza Nazionale                       | 2 771  | 18,07 | 6     |
| Forza Italia                  | Giorgio Bartolini ✔️ Sindaco | 9 374                | 56,54               | 5 969   | 35,39   | 1 632                                    | 10,65  | 4     |       |
| Cristiani Democratici Uniti   | Giorgio Bartolini ✔️ Sindaco | 9 374                | 56,54               | 5 969   | 35,39   | 915                                      | 5,97   | 2     |       |
|                               | Giuliano Vitali              | 7 204                | 43,46               | 5 579   | 33,08   | Partito Democratico della Sinistra       | 3 362  | 21,93 | 3     |
| Partito Popolare Italiano     | Giuliano Vitali              | 7 204                | 43,46               | 5 579   | 33,08   | 1 519                                    | 9,91   | 1     |       |
| Lista Civica                  | Giuliano Vitali              | 7 204                | 43,46               | 5 579   | 33,08   | 588                                      | 3,84   | –     |       |
| Seggio di coalizione          | Seggio di coalizione         | Seggio di coalizione | 43,46               | 5 579   | 33,08   | 1                                        |        |       |       |
|                               | Edo Romoli                   | Edo Romoli           | Edo Romoli          | 3 225   | 19,12   | Lista per Assisi                         | 2 654  | 17,31 | 1     |
| Seggio di coalizione          | Seggio di coalizione         | Seggio di coalizione | Edo Romoli          | 3 225   | 19,12   | 1                                        |        |       |       |
|                               | Francesco Dattini            | Francesco Dattini    | Francesco Dattini   | 1 815   | 10,76   | Partito della Rifondazione Comunista (A) | 1 021  | 6,66  | –     |
| Lista Civica (B)              | Francesco Dattini            | Francesco Dattini    | Francesco Dattini   | 1 815   | 10,76   | 599                                      | 3,91   | –     |       |
| Seggio di coalizione          | Seggio di coalizione         | Seggio di coalizione | Francesco Dattini   | 1 815   | 10,76   | 1                                        |        |       |       |
|                               | Latino Latini                | Latino Latini        | Latino Latini       | 168     | 1,00    | Lega Italia Federale                     | 178    | 1,16  | –     |
|                               | Francesco Bucarelli          | Francesco Bucarelli  | Francesco Bucarelli | 108     | 0,64    | Movimento Sociale Fiamma Tricolore       | 92     | 0,60  | –     |
| Totale                        | Totale                       | 16 578               | 100                 | 16 864  | 100     |                                          | 15 331 | 100   | 20    |
|                               |                              |                      |                     |         |         |                                          |        |       |       |
| Fonte: Ministero dell'interno |                              |                      |                     |         |         |                                          |        |       |       |

- Le liste contrassegnate con le lettere A e B sono apparentate al secondo turno con il candidato sindaco Giuliano Vitali.

#### Città di Castello
| Candidati                                 | Candidati                | II turno             | II turno         | I turno | I turno | Liste                                | Voti   | %     | Seggi |
| Candidati                                 | Candidati                | Voti                 | %                | Voti    | %       | Liste                                | Voti   | %     | Seggi |
| ----------------------------------------- | ------------------------ | -------------------- | ---------------- | ------- | ------- | ------------------------------------ | ------ | ----- | ----- |
|                                           | Adolfo Orsini ✔️ Sindaco | 12 131               | 52,02            | 9 316   | 36,42   | Partito Democratico della Sinistra   | 6 239  | 27,66 | 14    |
| Lista Civica                              | Adolfo Orsini ✔️ Sindaco | 12 131               | 52,02            | 9 316   | 36,42   | 1 211                                | 5,37   | 2     |       |
| La Rete                                   | Adolfo Orsini ✔️ Sindaco | 12 131               | 52,02            | 9 316   | 36,42   | 793                                  | 3,52   | 1     |       |
| Rinnovamento Italiano                     | Adolfo Orsini ✔️ Sindaco | 12 131               | 52,02            | 9 316   | 36,42   | 704                                  | 3,12   | 1     |       |
|                                           | Stefania Fuscagni        | 11 189               | 47,98            | 8 611   | 33,67   | Alleanza Nazionale                   | 4 021  | 17,82 | 4     |
| Forza Italia                              | Stefania Fuscagni        | 11 189               | 47,98            | 8 611   | 33,67   | 1 862                                | 8,25   | 1     |       |
| CCD - CDU                                 | Stefania Fuscagni        | 11 189               | 47,98            | 8 611   | 33,67   | 1 586                                | 7,03   | 1     |       |
| Seggio di coalizione                      | Seggio di coalizione     | Seggio di coalizione | 47,98            | 8 611   | 33,67   | 1                                    |        |       |       |
|                                           | Walter Verini            | Walter Verini        | Walter Verini    | 7 112   | 27,81   | Partito della Rifondazione Comunista | 2 843  | 12,60 | 2     |
| Lista Civica                              | Walter Verini            | Walter Verini        | Walter Verini    | 7 112   | 27,81   | 1 184                                | 5,25   | 1     |       |
| Partito Popolare Italiano                 | Walter Verini            | Walter Verini        | Walter Verini    | 7 112   | 27,81   | 1 103                                | 4,89   | 1     |       |
| Federazione dei Verdi - Cristiano Sociali | Walter Verini            | Walter Verini        | Walter Verini    | 7 112   | 27,81   | 563                                  | 2,50   | –     |       |
| Seggio di coalizione                      | Seggio di coalizione     | Seggio di coalizione | Walter Verini    | 7 112   | 27,81   | 1                                    |        |       |       |
|                                           | Michele Checconi         | Michele Checconi     | Michele Checconi | 539     | 2,11    | Lega Nord                            | 451    | 2,00  | –     |
| Totale                                    | Totale                   | 23 320               | 100              | 25 578  | 100     |                                      | 22 560 | 100   | 30    |
|                                           |                          |                      |                  |         |         |                                      |        |       |       |
| Fonte: Ministero dell'interno             |                          |                      |                  |         |         |                                      |        |       |       |

#### Gubbio
| Candidati                     | Candidati                 | II turno             | II turno        | I turno | I turno | Liste                                | Voti   | %     | Seggi |
| Candidati                     | Candidati                 | Voti                 | %               | Voti    | %       | Liste                                | Voti   | %     | Seggi |
| ----------------------------- | ------------------------- | -------------------- | --------------- | ------- | ------- | ------------------------------------ | ------ | ----- | ----- |
|                               | Ubaldo Corazzi ✔️ Sindaco | 9 590                | 52,48           | 7 939   | 38,53   | Partito Democratico della Sinistra   | 5 439  | 28,60 | 12    |
| Socialisti Italiani           | Ubaldo Corazzi ✔️ Sindaco | 9 590                | 52,48           | 7 939   | 38,53   | 2 005                                | 10,54  | 4     |       |
| Partito Popolare Italiano     | Ubaldo Corazzi ✔️ Sindaco | 9 590                | 52,48           | 7 939   | 38,53   | 1 105                                | 5,81   | 2     |       |
|                               | Pio Baldinelli            | 8 684                | 47,52           | 6 251   | 30,34   | Alleanza Nazionale                   | 2 441  | 12,84 | 2     |
| Cristiani Democratici Uniti   | Pio Baldinelli            | 8 684                | 47,52           | 6 251   | 30,34   | 1 709                                | 8,99   | 2     |       |
| Forza Italia                  | Pio Baldinelli            | 8 684                | 47,52           | 6 251   | 30,34   | 1 015                                | 5,34   | 1     |       |
| Seggio di coalizione          | Seggio di coalizione      | Seggio di coalizione | 47,52           | 6 251   | 30,34   | 1                                    |        |       |       |
|                               | Aldo Cacciamani           | Aldo Cacciamani      | Aldo Cacciamani | 4 846   | 23,52   | Partito della Rifondazione Comunista | 3 817  | 20,07 | 4     |
| Federazione dei Verdi         | Aldo Cacciamani           | Aldo Cacciamani      | Aldo Cacciamani | 4 846   | 23,52   | 289                                  | 1,52   | –     |       |
| Seggio di coalizione          | Seggio di coalizione      | Seggio di coalizione | Aldo Cacciamani | 4 846   | 23,52   | 1                                    |        |       |       |
|                               | Pier Luigi Neri           | Pier Luigi Neri      | Pier Luigi Neri | 1 569   | 7,61    | Lista Civica                         | 1 196  | 6,29  | –     |
| Seggio di coalizione          | Seggio di coalizione      | Seggio di coalizione | Pier Luigi Neri | 1 569   | 7,61    | 1                                    |        |       |       |
| Totale                        | Totale                    | 18 274               | 100             | 20 605  | 100     |                                      | 19 016 | 100   | 30    |
|                               |                           |                      |                 |         |         |                                      |        |       |       |
| Fonte: Ministero dell'interno |                           |                      |                 |         |         |                                      |        |       |       |

### Terni

#### Terni
| Candidati                               | Candidati                     | II turno             | II turno           | I turno | I turno | Liste                              | Voti   | %     | Seggi |
| Candidati                               | Candidati                     | Voti                 | %                  | Voti    | %       | Liste                              | Voti   | %     | Seggi |
| --------------------------------------- | ----------------------------- | -------------------- | ------------------ | ------- | ------- | ---------------------------------- | ------ | ----- | ----- |
|                                         | Gianfranco Ciaurro ✔️ Sindaco | 39 063               | 52,77              | 35 818  | 48,10   | Terni Libera                       | 15 563 | 24,46 | 10    |
| Alleanza Nazionale                      | Gianfranco Ciaurro ✔️ Sindaco | 39 063               | 52,77              | 35 818  | 48,10   | 11 433                             | 17,97  | 8     |       |
|                                         | Giampaolo Palazzesi           | 34 958               | 47,23              | 35 411  | 47,56   | Partito Democratico della Sinistra | 17 040 | 26,78 | 12    |
| Partito della Rifondazione Comunista    | Giampaolo Palazzesi           | 34 958               | 47,23              | 35 411  | 47,56   | 7 056                              | 11,09  | 4     |       |
| Partito Popolare Italiano - Patto Segni | Giampaolo Palazzesi           | 34 958               | 47,23              | 35 411  | 47,56   | 3 795                              | 5,96   | 2     |       |
| Socialisti Italiani - PRI               | Giampaolo Palazzesi           | 34 958               | 47,23              | 35 411  | 47,56   | 3 081                              | 4,84   | 2     |       |
| Lista Civica                            | Giampaolo Palazzesi           | 34 958               | 47,23              | 35 411  | 47,56   | 774                                | 1,22   | –     |       |
| Federazione dei Verdi                   | Giampaolo Palazzesi           | 34 958               | 47,23              | 35 411  | 47,56   | 759                                | 1,19   | –     |       |
| Seggio di coalizione                    | Seggio di coalizione          | Seggio di coalizione | 47,23              | 35 411  | 47,56   | 1                                  |        |       |       |
|                                         | Francesco Renzetti            | Francesco Renzetti   | Francesco Renzetti | 2 274   | 3,05    | Centro Cristiano Democratico (A)   | 2 764  | 4,34  | –     |
| Seggio di coalizione                    | Seggio di coalizione          | Seggio di coalizione | Francesco Renzetti | 2 274   | 3,05    | 1                                  |        |       |       |
|                                         | Egisto Armillei               | Egisto Armillei      | Egisto Armillei    | 957     | 1,29    | Impegno Democratico                | 1 358  | 2,13  | –     |
| Totale                                  | Totale                        | 74 021               | 100                | 74 460  | 100     |                                    | 63 623 | 100   | 40    |
|                                         |                               |                      |                    |         |         |                                    |        |       |       |
| Fonte: Ministero dell'interno           |                               |                      |                    |         |         |                                    |        |       |       |

- La lista contrassegnata con la lettera A è apparentata al secondo turno con il candidato sindaco Gianfranco Ciaurro.